# Georgetown (Colorado)
Georgetown è un centro abitato (town) degli Stati Uniti d'America, capoluogo della contea di Clear Creek dello Stato del Colorado. Nel censimento del 2000 la popolazione era di 1.088 abitanti.
Qua è nato l'attore Arthur Hoyt. 

## Storia
La città fu fondata nel 1859 durante la corsa all'oro di Pike's Peak da George e David Griffith, due cercatori d'oro del Kentucky che installarono qui il loro accampamento, lungo il Clear Creek, sul Front Range delle Montagne Rocciose. L'insediamento si ampliò con la scoperta, del 14 settembre 1864, di un giacimento di minerale di argento, da parte di tale James Huff, nel canyon del passo Argentine, a circa 13 chilometri di distanza. Negli anni successivi migliaia di miniere furono scavate sulle montagne che circondavano l'accampamento, che si trasformò presto in un centro di commerci e intrattenimento per cercatori e minatori. La città ebbe il riconoscimento ufficiale (incorporated) il 10 gennaio 1868 e pochi mesi dopo divenne capoluogo della contea di Clear Creek, sottraendone la funzione a Idaho Springs.

## Geografia fisica
Secondo i rilevamenti dell'United States Census Bureau, Georgetown si estende su una superficie di 2,7 km².